# قرحا (بعلبك)
قرحا (أو قرحة) هي إحدى القرى اللبنانية من قرى قضاء بعلبك في محافظة بعلبك الهرمل.
تسكنها عشيرة ال الموسوي وعدد سكانها 1300 نسمة